# 中國環境資源
中國環境資源集團有限公司，簡稱中國環境資源集團，以及中國環境資源（英語：China Environmental Resources Group Limited，港交所：1130、SGX：M8J），在2009年10月5日，從奮發國際控股有限公司更名而來。
現時董事會主席及總裁周洪波。現時主要中國及海外綠色市場（包括環保市場、農業市場、有機市場、綠色醫藥市場及綠色技術市場）
技術與解決方案的研發及應用、生產、銷售及買賣相關產品、材料、系統及服務等綠色業務。總部位於香港灣仔港灣道6-8號瑞安中心2樓。